# أسفل الشباك (رواية)
أسفل الشِباك (بالإنجليزية: Under the Net) رواية عام 1954 للكاتبة إيريس مردوخ. كانت أول رواية منشورة لمردوخ. تدور أحداث الرواية في لندن، وتحكي قصة الكاتب الشاب جيك دوناجيو. مزيجها من الفلسفية والبيكارسكي جعلها واحدة من روايات مردوخ الأكثر شعبية.
في عام 2005، اختارت مجلة تايم الرواية كواحدة من أفضل مئة رواية باللغة الإنجليزية منذ عام 1923. أطلق محررو المكتبة الحديثة على العمل أحد أعظم روايات اللغة الإنجليزية في القرن العشرين.

## تفسير العنوان
«الشباك» المعني هو شبكة التجريد والتعميم والنظرية. Iفي الفصل السادس، في اقتباس من كتاب جيك The Silencer يتضمن المقطع: «التنظير هو رحلة. يجب أن يحكمنا الموقف نفسه وهذا أمر خاص هنا بشكل لا يوصف. في الواقع، إنه شيء لا يمكننا الاقتراب منه بما فيه الكفاية، ولكن قد نحاول جاهدين الزحف تحت الشبكة».
كتب مايكل وود، في مجلة London Review of Books، أن «عنوان العمل... يستعير ويستجوب صورة [لميكانيكا نيوتن] من كتاب فيتجنشتاين Tractatus».

## ملخص الحبكة
في هذه الرواية الكوميدية الخفيفة عن العمل والحب والثروة والشهرة، تسعى الشخصية الرئيسية جيك دوناجيو، كاتب ومترجم يكافح، إلى تحسين ظروفه وتعويض أخطاء الماضي من خلال إعادة الاتصال بأحد معارفه القدماء هوغو بيلفاوندر، وهو فيلسوف معتدل مهذب ولطيف الكلام.
يصبح جيك، وهو كاتب مناضل بلا مأوى ويتعقب صديقته السابقة، آنا كوينتين، وأختها الأنيقة، الممثلة المسماة سادي.
كما أنه يعيد التعرف على نفسه مع هوغو، الذي حاول جيك منذ فترة طويلة افتراضياً فك الشفرة والتفسير حسب رغبته. تتطور الحبكة من خلال سلسلة من المغامرات التي يشارك فيها جيك ومساعده الشاذ فين. من اختطاف كلب نجم سينمائي إلى تنظيم أعمال شغب سياسية في موقع تصوير، يحاول جيك اكتشاف ودمج فلسفات هوجو الغامضة في مواقف الحياة الواقعية. وقد تكون تطلعات جيك في أن يصبح كاتبًا/ فيلسوفًا حقيقيًا في متناول اليد أخيرًا.

## الفصول 1-5: مطرود
يصل جايك دوناجيو إلى لندن من رحلة إلى فرنسا. يقول فين، وهو من الأقارب البعيدين، وكريم جدًا لدرجة أنه أحيانًا ما يخطئ في أنه خادم، إنه يتم طردهم من منزل مادج، حيث كانوا يعيشون بدون إيجار لمدة ثمانية عشر شهرًا. تكشف محادثة مع مادج أنه يتم طردهما لإفساح المجال لعشيقها الجديد، صانع المراهنات الثري سامي ستارفيلد.
يذهب مع حقيبته إلى متجر الزاوية المليء بالقطط للسيدة تينكهام للتحقق من حصوله على جميع مخطوطاته وليجد مكانًا للعيش. مخطوطة واحدة مفقودة: ترجمته لرواية جان بيير بريتويلLe Rossignol de Bois. وهو عمل متواضع قام به من أجل المال. يفكر في صديق قديم، فيلسوف يدعى ديف جيلمان، ويذهب إلى شقته. يعقد اجتماعًا سياسيًا هناك، وديف رافض، لكنه يسمح له بترك حقيبته هناك. يقترح فين أن يطلب المساعدة من آنا كوينتين (مغنية وقع في حبها ذات مرة).
لم ير جيك آنا منذ عدة سنوات. يقوم في النهاية بتتبعها وصولاً إلى مسرح ريفرسايد ميمينغ في هامرسميث مول، ويجدها في غرفة «مثل متجر ألعاب ضخم». تسعد برؤيته، لكنها تشعر بعدم الارتياح إلى حد ما عندما يسأل عن مشروعها الجديد، الذي يتضمن التمثيل الصامت. تقترح أن يطلب من أختها النجمة سادي المساعدة. بعد أن تغادر يقضي الليل نائماً في الغرفة.
في صباح اليوم التالي، يذهب جيك إلى شارع ويلبيك للبحث عن سادي، ويعلم أنها عند مصفف الشعر مايفير. يتأنى ويذهب للتحدث معها. تسعد جدًا برؤيته هناك، وتطلب منه أن يعتني بشقتها بينما تختبئ من أحد المعجبين يُدعى هوغو بيلفاوندر، وهو صانع ألعاب نارية يمتلك الآن استوديو أفلام.
يعود جيك إلى مادج لإحضار جهاز الراديو الخاص به، ويجد سامي هناك. يستعد جيك للقتال، لكن صانع المراهنات رجل ودود ويقدم له المال للتعويض عن تعطيل حياته. يؤدي هذا إلى سلسلة من الرهانات تُجرى عبر الهاتف؛ ويربحون 633، 10 جنيهات إسترلينية، ويعد سامي بإرسال شيك له بهذا المبلغ.

## أسلوب السرد
تحكى الرواية من وجهة نظر بطلها الكاتب، الذي يصف الأحداث والشخصيات وما يفكر به حيالها بدقة تصويرية، وبوصف مطعّم بأفكار فلسفية ونفسية، كما أنه يسرد صراعاته الداخلية حيال مبادئه وأفكاره الأخلاقية.

## الشخصيات
جيمس دوناجيو البطل الكاتب الكسول، الذي لا يسعى لوظيفة ثابتة، ولا يعنيه الكسب المادي، يعمل في كتابة ترجمات لكاتب فرنسي شهير، ويسكن في بيت امرأة صديقة دون أن يدفع لها، ويتعرض لأحداث يتعرض من خلالها لعدد من الشخصيات التي يتعمق في وصفها.
فين شاب أيرلندي أحد أقرباء البطل ومرافقه الدائم الذي يلعب دورا أقرب إلى الخادم.
ديفيد صديق البطل، مهتم بالفلسفة ويعيش حياة مستقرة، يوفر لجيمس الملجأ وقت الأزمات.
مجدالين المرأة التي يسكن عندها جيمس دون مقابل، ترتبط برجل ثري مما يعرض جيمس لحدث غير متوقع.
السيدة تينكهام سيدة كبيرة تمتلك محلا لبيع المجلات والصحف، تميزت بأنها صديقة الجميع وحافظة أسرارهم.
هوجو بلفاندر شاب ثري ومختلف وله أفكار مميزة تبهر جيمس مما يجعله يكتب كتابا عن حوارتهما معا، لا يلتزم بأعماله الخاصة المتنوعة.
آنا كونتين مغنية يحبها البطل جدا، ويعود إليها بعد غياب طويل، ولكنها لا تحبه وتقضي وقتها مع الكثيرين غيره، ويتضح أنها تحب هوجو صديقه.
سادي أخت آنا، ممثلة سينمائية مشهورة، أحبت البطل، وأحبها هوجو صديقه ولكنها لا تعبأ إلا بالأموال والشهرة.